# Наталі Ворд
Наталі Ворд  (англ. Natalie Ward, 24 грудня 1975) — австралійська софтболістка, олімпійська медалістка.

## Виступи на Олімпіадах
| Олімпіада    | Дисципліна | Місце |
| ------------ | ---------- | ----- |
| Атланта 1996 | софтбол    | 3     |
| Сідней 2000  | софтбол    | 3     |
| Афіни 2004   | софтбол    | 2     |
| Пекін 2008   | софтбол    | 3     |